# Янув (Конецький повіт)
Янув (пол. Janów) — село в Польщі, у гміні Стомпоркув Конецького повіту Свентокшиського воєводства.
Населення — 127 осіб (2011).
У 1975-1998 роках село належало до Келецького воєводства.

## Демографія
Демографічна структура на день 31 березня 2011 року:
|          | Загалом | Допрацездатний вік | Працездатний вік | Постпрацездатний вік |
| -------- | ------- | ------------------ | ---------------- | -------------------- |
| Чоловіки | 60      | 6                  | 43               | 11                   |
| Жінки    | 67      | 7                  | 35               | 25                   |
| Разом    | 127     | 13                 | 78               | 36                   |